# Gle Abu Terokeh
Gle Abu Terokeh är ett berg i Indonesien.   Det ligger i provinsen Aceh, i den västra delen av landet, 1 800 km nordväst om huvudstaden Jakarta. Toppen på Gle Abu Terokeh är 391 meter över havet.
Terrängen runt Gle Abu Terokeh är huvudsakligen kuperad, men österut är den platt.Runt Gle Abu Terokeh är det glesbefolkat, med 14 invånare per kvadratkilometer. I omgivningarna runt Gle Abu Terokeh växer i huvudsak städsegrön lövskog.